# ヨハン・クリーガー
ヨハン・クリーガー（Johann Krieger 1651年12月28日 - 1735年7月18日）は、ドイツの作曲家、オルガニスト。作曲家のヨハン・フィリップ・クリーガーは彼の兄にあたる。
ニュルンベルクに生まれバイロイト、ツァイツ、グライツで勤務した後ツィッタウに落ち着く。彼の時代では屈指の鍵盤楽器奏者であり、ゲオルク・フリードリヒ・ヘンデルなどからも高い尊敬を受けていた。教会音楽、世俗音楽を旺盛に作曲して数十曲を出版した他、草稿のまま今日に伝えられる作品もある。しかしながら、七年戦争中の1757年にツィッタウが破壊された際、数百曲以上が失われてしまった。
その鍵盤楽器作品群により、クリーガーは当時の最重要の作曲家の1人に位置づけられる。出版された2つの作品集『Sechs musicalische Partien』（1697年）と『Anmuthige Clavier-Übung』（1698年）にはハープシコード組曲、オルガンのためのトッカータ、フーガ、リチェルカーレ等が収録されている。同時代の作曲家は、現存するフーガやリチェルカーレに見られるようなクリーガーの対位法の腕前を称賛した。とりわけ、クリーガーの二重フーガに感銘を受けたヨハン・マッテゾンは、この形式においてクリーガーを凌ぐ者をヘンデルを除くと他に誰も知らないと述べている。ヘンデルもクリーガーを称賛してその作品を研究しており、イングランドへ向かう際には『Anmuthige Clavier-Übung』の写しを携えて行った程であった。

## 生涯

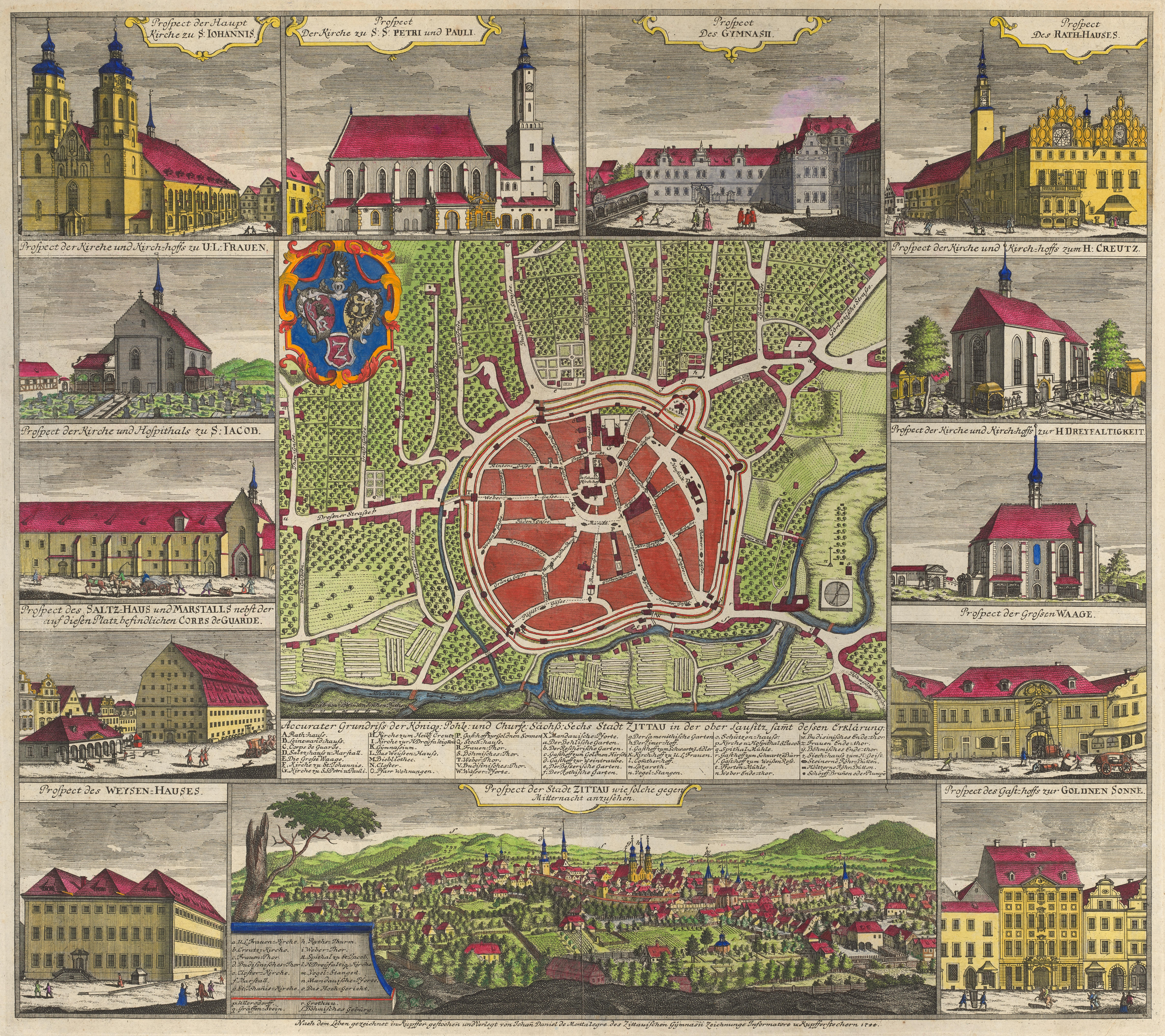
1744年のツィッタウ。
Johann Daniel de Montalegre画

ヨハンと兄のヨハン・フィリップはニュルンベルクの絨毯職人の家庭に生まれた。同じくバロックの作曲家であるアダム・クリーガーとは親戚関係ではない。ヨハンは聖ゼーバルダス教会（英語版）においてハインリヒ・シュヴェンマーの下で学ぶとともに、聖歌隊で数年間歌った。1661年から1668年にかけてはゲオルク・カスパー・ヴェッカーに鍵盤楽器演奏の指導を受ける。一方、兄のヨハン・フィリップはヨハン・ヤーコプ・フローベルガー門下のヨハン・ドレヒゼルに指導を仰いだ。しかし、1668年からの約10年間、2人は同じ道をたどる。1671年には2人ともツァイツで作曲を学び、ヨハン・フィリップは1672年にバイロイトに移って宮廷オルガニストとなる。瞬く間にカペルマイスターへと昇進した兄は、弟のヨハンに宮廷オルガニストの職を引き継いだ。ヨハン・フィリップは1677年にハレの宮廷オルガニストに任用され、ヨハンはまもなく30マイル程離れたツァイツで室内楽奏者となる。その後、彼はツァイツからさらに30マイル南に位置するグライツでカペルマイスターに就任した。
グライツの伯爵ハインリヒ1世が1680年に他界した後、ヨハンは2年弱の間アイゼンベルク（英語版）でカペルマイスターを務めた。その後さらに東のツィッタウに向かい、ヨハニス教会のdirector chori musici並びにオルガニストに就任した。この教会での仕事は彼に合っており、その後没するまでの53年間この職に留まることになる。市の中央に位置する教会はツィッタウでも最も重要な教会のひとつであり、複数台のオルガンを有していたために実験をする機会がふんだんに与えられた。ツィッタウにはオペラハウスがなかったものの、クリーガーのジングシュピールは町のギムナジウムの生徒たちの手で上演された。ツィッタウでの職を得た直後から、クリーガーは自作曲を出版するようになる。口火を切ったのは1684年にフランクフルトとライプツィヒで出版された、1声から4声までのアリアと歌曲の大規模な作品集『Neue musicalische Ergetzligkeit』であった。『Sechs musicalische Partien』や『Anmuthige Clavier-Übung』などの鍵盤楽曲作品集は、その後10年以上遅れた1697年と1698年にニュルンベルクで刊行されている。
クリーガーは1735年7月18日に83年の生涯を閉じた。著作『Grundlage einer Ehren-Pforte』がクリーガーの生涯に関する主要文献となっているヨハン・マッテゾンによると、クリーガーは死の直前まで活発に活動しており、死亡する前日の1735年7月17日の礼拝ではまだ演奏をしていたという。兄のヨハン・フィリップは、兄弟が若かった頃に働いていた場所からそう遠くないヴァイセンフェルスで45年間過ごし、1725年にこの世を去っている。ヨハンは兄の死後約10年で後を追った形となる。七年戦争の最中の1757年にツィッタウの市街が戦場となり、壊滅したヨハニス教会も今は存在しない。知られているクリーガーのジングシュピールは全作品が他の膨大な作品と共に失われてしまった。ヨハン・フィリップの作品も作曲者の没後に受難に遭っており、2000曲程度あったとされるカンタータはわずか76曲しか現存していない。

## 作品

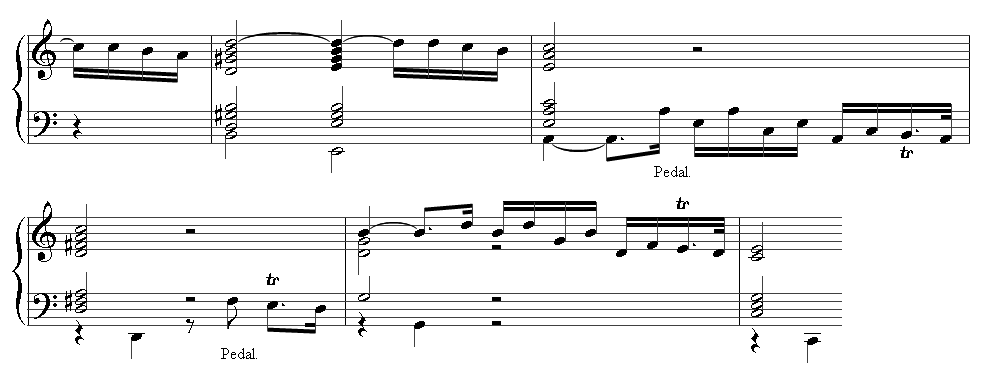
「ペダル付きのトッカータ ハ長調」より
北ドイツから影響が顕著である。

鍵盤楽曲は現存するクリーガーの作品中でも最も重要な位置を占める。6つの組曲である『Sechs musicalische Partien』（ニュルンベルク 1697年）は、ヨハン・パッヘルベルやヨハン・カスパール・フェルディナント・フィッシャーの組曲と同じ伝統に沿っており、この時代の中央ドイツのレパートリーに加えられるべきものである。組曲はアルマンド、クーラント、サラバンド、ジーグという標準的な舞曲の配列を採用しており、メヌエットやガヴォットといった楽章が余白を埋めるために追加されている。大抵の場合、追加の舞曲には組曲本編と異なる調性を取っているものが存在する。さらに、曲集の1ページ目にはパッヘルベルが発展させた曲種である「ファンタジア」が置かれている。この曲では8小節の主題がポリフォニックなテクスチュアによって定期的に繰り返される。
『Anmuthige Clavier-Übung』（ニュルンベルク 1698年）は出版されたクリーガーの鍵盤楽曲集の第2集であり、より重要性が高い。9曲の前奏曲、5曲のリチェルカーレ、7曲のフーガ、2曲のトッカータ、1曲のファンタジー、そして1曲のシャコンヌの計25曲から構成される。リチェルカーレとフーガには、同時代の作曲家から称賛されたクリーガーの対位法技術が発揮されている。例えば、フーガのうち5曲においては、まず4つの主題が順に個別に扱われた後（フーガ第11番から第14番まで）、最後に4者が一体となって現れる（フーガ第15番）。リチェルカーレではほぼ全曲にわたって転回系が用いられ、開始近くから反行フーガを駆使しているもの（第2、8、17番）、別に設けられた部分で用いられるもの（第3、7番）があり、またリチェルカーレ第7番には曲の途中で転回される対旋律が存在する。曲集中で模倣的な方法論を取らない楽曲にも興味深い特徴がある。「シャコンヌ ト短調」は伝統的であった4小節単位のオスティナート音型とは異なり、知られる中で最初の8小節のオスティナート音型を採用している。曲中の29の変奏の中には対を成すものがあり、元の主題は回帰して繰り返しとして3回使用される。「ペダル付きのトッカータ ハ長調」は曲集の最後を飾る楽曲であり、音楽学者のウィリ・アーペルはこれを「バッハ以前に中央ドイツで書かれた、おそらく唯一の完成されたトッカータ」と評した。トッカータはペダルのソロから始まり、叙唱による中断を経て主部に移行する。他に3/4拍子の歌うような間奏曲、フーガがあるが、フーガの主題は足を交互に操作しながらペダルで2度奏される。北ドイツの作曲家にとって、高度な足鍵盤技術を要する有節のオルガン作品は一般的であったが、中央及び南ドイツではクリーガー以前にそうした楽曲に挑戦した者はいなかった。北ドイツの影響は、曲集中のもう1曲のトッカータである「トッカータ ニ短調」にも明白に見て取れる。クリーガーの前奏曲は素早いパッセージ、短いフガート等を織り交ぜつつ、和声やリズムの着想を自由に発展させた小規模な楽曲となっている。
『Anmuthige Clavier-Übung』は、クリーガーが生前最後に出版した作品となった。ゲオルク・フリードリヒ・ヘンデルはこの曲集を称賛し、イングランドへ赴く際に携えて行ったコピーを後に友人のバーナード・グランヴィルへ贈呈した。グランヴィルはコピーに次のように書きこんでいる。
印刷された本はドイツの著名なオルガン奏者によるものである。ヘンデル氏は若かりし頃、かなり思った通りに事を運んだ人物であるが、オルガンに関してはクリーガーが同時代有数の作曲家であると述べていた。
出版譜に含まれない楽曲も、わずかながら手稿譜の状態で遺されている。そうした中には『Anmuthige Clavier-Übung』中のリチェルカーレ第2番と同じ主題を変奏しており、同曲と対を成していることが明らかなフーガ群や、2曲のコラール変奏曲『Herr Christ der einig Gottes Sohn』と『In dich hab ich gehoffet, Herr』などがある。2曲の変奏曲はいずれも3つの部分から成り、3つ目の第3の部分はコラールを6/8拍子として自由なリズムで扱っているため、とりわけ興味深い。草稿には他にパッヘルベルの様式に則ったものとフーガ様の設計のものの2曲のファンタジア、2つのオブリガート対旋律を擁する『フーガ』、16変奏のパッサカリア、『ドゥレッツァ』、『バッタリア』などが含まれる。
クリーガーの作品で鍵盤楽曲以外のものは全て声楽曲である。『Neue musicalische Ergetzligkeit』（フランクフルトとライプツィヒ 1684年）は、1声から4声までの声楽曲の大規模な曲集であり、3部に分けられている。第1部にはニュルンベルクの伝統に沿った簡素な宗教的有節歌曲が30曲収められている。第2部には自由度を増し、より装飾的となった34曲の世俗的有節歌曲が収録された。第3部にはクリーガーの5つのジングシュピールより、アリアが集められており、散逸してしまった彼の大規模舞台作品を窺い知る唯一の手がかりとなっている。235曲が知られているクリーガーの宗教的歌曲のうち、現存しているのはわずか33曲に過ぎず、その大半がカンタータである。カンタータは大部分が当時ごく一般的であった様式と技法を用いて作曲されているが、目を引く特徴としては卓越した手法によって書かれたフーガ様の動きが挙げられる。

## 作品一覧
| 声楽曲 カンタータ 特に明記しないものは、全て器楽伴奏付きの4声で書かれている。 Confitebor tibi Domine （1686年） Danket dem Herrn （1687年） Danksaget dem Vater （1688年） Der Herr ist mein Licht , 2声 Dies ist der Tag （1687年） Dominus illuminatio mea , 1声 （1690年） Frohlocket Gott in allen Landen （1717年以前） Gelobet sey der Herr （1698年） Gott ist unser Zuversicht Halleluja, lobet den Herrn （1685年） Nun dancket alle Gott （1717年） Rühmet den Herrn Sulamith, auf, auf zum Waffen , 5声 （1717年） Zion jaucht mit Freuden , 1声 モテット Also hat Gott die Welt geliebet （1717年） Delectare in Domino （1717年） Ihr Feinde weichet weg （1717年） In te Domine speravi , 1声 Laudate Dominum omnes gentes , 5声 Laudate pueri Dominum , 3声 ミサ曲の断章 マニフィカト 2曲、 4声 サンクトゥス 5曲、 2–4声 | - Neue musicalische Ergetzligkeit, das ist Unterschiedene Erfindungen welche Herr Christian Weise, in Zittau von geistlichen Andachten, Politischen Tugend-Liedern und Theatralischen Sachen bishero gesetzet hat （フランクフルトとライプツィヒ 1684年） - 第1部: 30曲の宗教的歌曲 - 第2部: 34曲の世俗的歌曲 - 第3部: ジングシュピールのアリア - 1684年から1697年までの間に個々に出版された19曲の歌曲と、その他少なくとも1曲の歌曲 全ての作品が散逸。ただし、一部のアリアと器楽パートは『Neue musicalische Ergetzligkeit』に収録されて出版された。 - Jakobs doppelte Heirat （1682年） - Der verfolgte David （1683年） - Die sicilianische Argenis （1683年） - Von der verkehrten Welt (Lustspiel) （1683年） - Nebucadnezar （1684年） - Der schwedische Regner （1684年） - Der politische Quacksalber （1684年） - Die vierte Monarchie （1684年） - Der Amandus-Tag （1688年） - Friedrich der Weise （1717年） - Die vormahlige zittauische Kirchen Reformation (Dramate) （1721年） - Sechs musicalische Partien （ニュルンベルク 1697年） ファンタジー1曲と6つのハープシコード組曲 - Anmuthige Clavier-Übung （ニュルンベルク 1698年） 前奏曲9曲、リチェルカーレ5曲、フーガ7曲、トッカータ2曲、ファンタジー1曲、シャコンヌ1曲 - 草稿のまま遺された様々な楽曲: コラールパルティータ『Herr Christ der einig Gottes Sohn』、コラールパルティータ『In dich hab ich gehoffet, Herr』、その他のコラール、フーガ、ファンタジア、パッサカリア1曲、バッタリア1曲、ドゥレッツェ1曲、他 |